# Bajacalifornia arcylepis
Bajacalifornia arcylepis är en fiskart som beskrevs av Markle och Krefft, 1985. Bajacalifornia arcylepis ingår i släktet Bajacalifornia och familjen Alepocephalidae. Inga underarter finns listade.